# Эль-Каддури, Омар
Омар Эль-Каддури (араб. عمر القدوري‎; род. 21 августа 1990, Брюссель) — марокканский футболист, полузащитник. Выступал за сборную Марокко. Участник Олимпийских игр в Лондоне.

## Клубная карьера

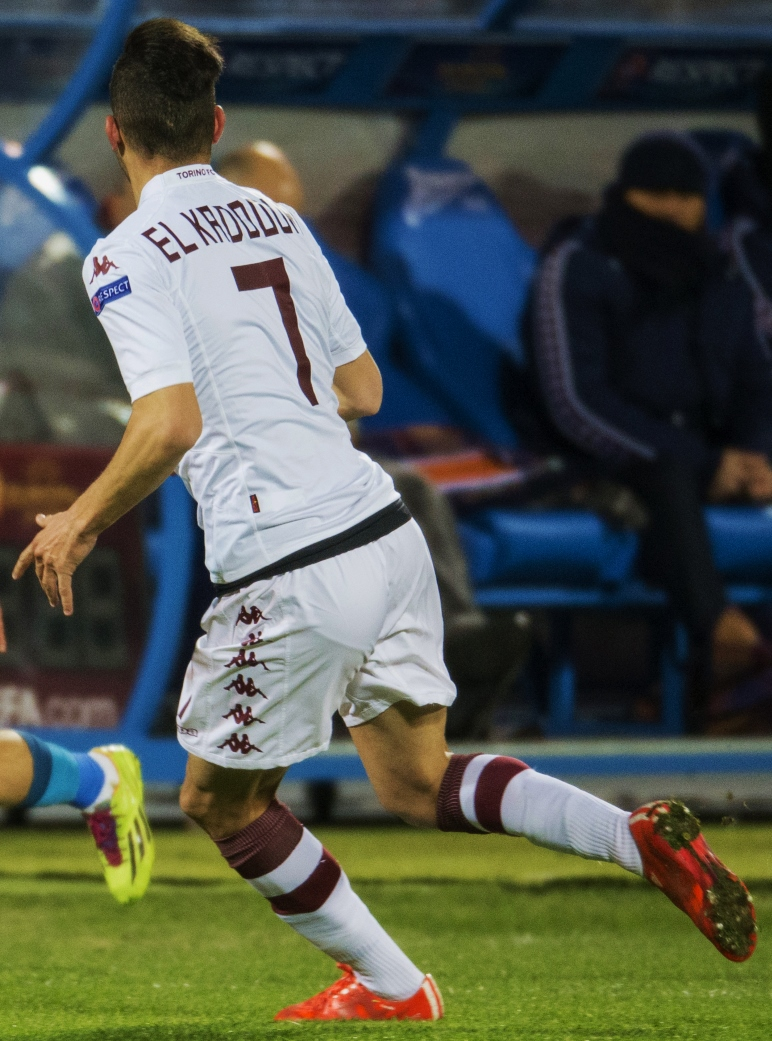
Эль-Каддури в составе «Торино»

Эль-Каддури воспитанник футбольной академии клуба «Андерлехт». За основную команду он так и не сыграл. В 2008 году он подписал профессиональный контракт с итальянской «Брешией». 29 марта 2009 года в матче против «Ливорно» он дебютировал за новую команду. Следующий сезон на правах аренды Омар провел в «Зюйдтироль». После возвращения в «Брешию» он стал основным футболистом команды приняв участие во всех матчах сезона 2011/2012. 14 января 2012 года в поединке против «Виченцы» Эль-Каддури забил свой первый гол за клуб, его мяч оказался победным. В межсезонье интерес к полузащитнику проявляли «Ювентус», «Милан» и «Парма».
4 августа 2012 года Эль-Каддури перешёл в «Наполи». 2 декабря в поединке против «Пескары» он дебютировал за новый клуб в Серии А, выйдя на замену вместо Паоло Каннаваро.
Летом 2013 года Омар на правах аренды перешёл в «Торино». 25 августа в матче против «Сассуоло» он дебютировал за туринцев. 17 февраля 2014 года в поединке против «Эллас Верона» Эль-Каддури забил свой первый гол за «Торино». По окончании аренды Омар вернулся в Наполи.
В начале 2017 года Эль-Каддури перешёл в «Эмполи». 5 февраля в матче против своего бывшего клуба «Торино» он дебютировал за новую команду. Летом того же года Омар перешёл в греческий ПАОК. В матче против «Аполлон Смирнис» он дебютировал в греческой Суперлиге. 14 апреля 2018 года в поединке против «Паниониоса» Омар забил свой первый гол за ПАОК.

## Международная карьера
Омар выступал за молодёжную сборную Бельгии, в составе которой принимал участие в матчах квалификации молодёжного чемпионата Европы 2013.
В 2012 году в составе олимпийской сборной Марокко Эль-Каддури принял участие в Олимпийских играх в Лондоне. На турнире он сыграл в матчах против команд Японии и Гондураса.
11 октября 2013 года в товарищеском матче против сборной ЮАР Омар дебютировал за сборную Марокко. 23 мая 2014 года в поединке против сборной Мозамбика он забил свой первый гол за национальную команду.
В 2017 году в составе сборной Эль-Каддури принял участие Кубка Африки в Габоне. На турнире он сыграл в матчах против команд Того, Египта и ДР Конго.

### Голы за сборную Марокко
| # | Дата            | Место                       | Противник | Счёт | Результат | Соревнование                   |
| - | --------------- | --------------------------- | --------- | ---- | --------- | ------------------------------ |
| 1 | 23 мая 2014     | Сао Луиш, Фару, Португалия  | Мозамбик  | 1:0  | 4:0       | Товарищеский матч              |
| 2 | 9 октября 2014  | Марракеш, Марракеш, Марокко | ЦАР       | 3:0  | 4:0       | Товарищеский матч              |
| 3 | 13 ноября 2014  | Адрар, Агадир, Марокко      | Бенин     | 3:0  | 6:1       | Товарищеский матч              |
| 4 | 12 июня 2015    | Адрар, Агадир, Марокко      | Ливия     | 1:0  | 1:0       | Кубок Африки 2017 квалификация |
| 5 | 12 октября 2015 | Адрар, Агадир, Марокко      | Гвинея    | 1:1  | 1:1       | Товарищеский матч              |